# Cultura del fiume Zaiandé
La Cultura del fiume Zaiandé (تمدن زاینده رود,  letteralmente "Civilizzazione Zāyandé-Rūd") è un'ipotetica cultura pre-storica che viene teorizzata sorta intorno al fiume Zaiandé in Persia nel VI millennio a.C.
Gli archeologi ipotizzano che una possibile civiltà precoce esisteva lungo le rive del fiume Zaiandé, sviluppando allo stesso tempo, come altre antiche civiltà comparse accanto ai fiumi della regione, come ad esempio la civiltà sumera in Iraq e la civiltà della valle dell'Indo nell'antica India.

## Il collegamento con le civiltà di Sialk e Marvdasht
Nel corso degli scavi del 2006, gli archeologi iraniani hanno scoperto alcuni manufatti collegati a quelli di Sialk e Marvdasht.

## Le scoperte archeologiche
Precedenti scavi archeologici nel bacino del fiume Zayandè hanno portato alla luce una grotta di 50.000 anni addietro, contenente resti umani e di animali.
"In seguito agli studi archeologici, stiamo andando a scavare due colline storiche, una delle quali è al fianco del fiume Zayandè a metà strada, e l'altra nella palude Gav khooni." ha detto Mohsen Javeri, alla testa degli studi archeologici del patrimonio culturale di Esfahan.
Secondo Javeri, entrambe le colline selezionate del sito appartengono al periodo pre-storico, ma la loro data esatta non è ancora nota. Durante gli scavi del 2004 entro il perimetro della città di Esfahan, è stato stabilito che la città risale a prima del VI millennio a.C.